# Kanumarathon-Europameisterschaften 1995
Die 1. Kanumarathon-Europameisterschaften fanden vom 20. bis 21. Mai 1995 im spanischen Murcia statt. Der austragende Verband war die ECA.
Die Länge der Strecke betrug jeweils 30 Kilometer.
Es wurden drei Wettbewerbe für Männer und zwei Wettbewerbe für Frauen ausgetragen. 

## Medaillengewinner

### Herren

#### Canadier
| Disziplin | Gold                    | Zeit         | Silber            | Zeit         | Bronze                | Zeit         |
| --------- | ----------------------- | ------------ | ----------------- | ------------ | --------------------- | ------------ |
| C1        | Ungarn Gábor Kolozsvári | 2:40:27,81 h | Ungarn Béla Jakus | 2:40:31,13 h | Tschechien Jan Klimek | 2:46:46,56 h |

#### Kajak
| Disziplin | Gold                              | Zeit         | Silber                                | Zeit         | Bronze                                 | Zeit         |
| --------- | --------------------------------- | ------------ | ------------------------------------- | ------------ | -------------------------------------- | ------------ |
| K1        | Niederlande Edwin de Nijs         | 2:06:59,54 h | Niederlande Tonny Benschop            | 2:08:34,02 h | Ungarn István Salga                    | 2:09:25,14 h |
| K2        | Portugal José da Silva João Gomes | 1:56:21,43 h | Niederlande Rick Daman Dolph Te Linde | 2:00:16,96 h | Slowakei Martin Martiny Richard Opalka | 2:01:10,87 h |

### Damen

#### Kajak
| Disziplin | Gold                            | Zeit         | Silber                          | Zeit         | Bronze                                 | Zeit         |
| --------- | ------------------------------- | ------------ | ------------------------------- | ------------ | -------------------------------------- | ------------ |
| K1        | Ungarn Andrea Pitz              | 2:18:31,78 h | Niederlande Nicole Bulk         | 2:22:00,80 h | Ungarn Kornélia Szonda                 | 2:24:01,98 h |
| K2        | Ungarn Ágnes Erdődi Andrea Bíró | 2:16:02,64 h | Ungarn Katalin Suhaj Nóra Egedy | 2:25:20,65 h | Portugal Susana Ferreira Luísa Azevedo | 2:28:07,46 h |

## Medaillenspiegel
| Rang   | Nation      | Gold | Silber | Bronze | Gesamt |
| ------ | ----------- | ---- | ------ | ------ | ------ |
| 1      | Ungarn      | 3    | 2      | 2      | 7      |
| 2      | Niederlande | 1    | 3      | 0      | 4      |
| 3      | Portugal    | 1    | 0      | 1      | 2      |
| 4      | Tschechien  | 0    | 0      | 1      | 1      |
| 4      | Slowakei    | 0    | 0      | 1      | 1      |
| Gesamt | Gesamt      | 5    | 5      | 5      | 15     |